# John Baez

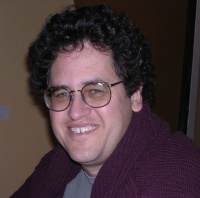
John Baez (August 2009)

John Carlos Baez (* 12. Juni 1961 in San Francisco) ist ein US-amerikanischer mathematischer Physiker und Professor an der University of California, Riverside.

## Leben
Baez studierte an der Princeton University Mathematik mit Bachelorabschluss (1982) und wurde 1986 bei Irving Segal am Massachusetts Institute of Technology promoviert (Conformally invariant quantum fields). Als Post-Doktorand war er an der Yale University, und seit 1989 lehrt er an der University of California in Riverside in der Fakultät für Mathematik.
John Baez arbeitet unter anderem auf den Gebieten der Loop-Quantengravitation (Spin-Schaum, Spin-Netzwerke) und Kategorientheorie und allgemein an der Anwendung algebraischer Strukturen in der Physik. Von ihm und James Dolan stammt die Kobordismus-Vermutung.
Bekannt ist John Baez vor allem durch seine Präsenz im Internet, insbesondere durch seine in unregelmäßigen Abständen seit 1993 erscheinende Kolumne This Week's Finds in Mathematical Physics, in der er über verschiedenste Themen der Physik und Mathematik schreibt, und welche er in mehreren Usenet Newsgroups und auf seiner Homepage veröffentlicht. Er ist auch einer der Gründer des Gruppen-Blogs n-Theory-Café über höhere Kategorientheorie.
2010 beschloss er, beunruhigt durch globale Veränderungen wie den Klimawandel, sich stärker Anwendungen zuzuwenden und ist gleichzeitig am Centre for Quantum Technologies der National University of Singapore. Er startete zum Thema globaler Klimawandel das wissenschaftliche Diskussionsforum Azimuth Project.
Für 2013 wurde ihm und John Huerta (seinem Doktoranden) der Levi-L.-Conant-Preis zugesprochen. Seit 1999 ist er Fellow der American Association for the Advancement of Science.
Joan Baez ist seine Cousine, und deren Vater, der Physiker Albert Baez (1912–2007), sein Onkel. John Baez ist mit Lisa Raphals verheiratet, einer Professorin für Chinesisch und Literaturwissenschaft an der University of California, Riverside.

## Schriften
- Herausgeber mit J. Peter May Towards Higher Category Theories, Springer Verlag 2010
- als Herausgeber Knots and Quantum Gravity, Oxford University Press 1994
- Herausgeber mit Javier P. Muniain Gauge fields, knots and gravity, World Scientific 1994
- mit Irving Segal, Zhengfang Zhou Introduction to Algebraic and Constructive Quantum Field Theory, Princeton University Press 1992
- mit John Huerta The Algebra of Grand Unified Theories, Bulletin AMS, Band 47, 2010, S. 483–552, Arxiv (sie erhielten dafür den Levi-L.-Conant-Preis)
- mit Aaron Lauda The prehistory of n-categorical physics, in Deep beauty, Cambridge University Press 2011, Arxiv
- The Octonions, Bulletin AMS, Band 39, 2002, S. 145–205, Arxiv
- mit James Dolan From finite sets to Feynman diagrams, in Björn Engquist, Wilfried Schmid (Herausgeber) Mathematics Unlimited, Springer Verlag 2001, S. 29–50, Arxiv
- mit James Dolan Categorification, in Ezra Getzler, Mikhail Kapranov (Herausgeber) Higher Category Theory, Contemporary Mathematics, Band 230, 1998, American Mathematical Society, S. 1–36, Arxiv
- An Introduction to Spin Foam Models of Quantum Gravity and BF Theory, Lecture Notes in Physics, Band 543, 2000, S. 25–94, Arxiv
- Spin Foam Models, Classical and Quantum Gravity, Band 15, 1998, S. 1827–1858, Arxiv
- Spin Network States in Gauge Theory, Advances in Mathematics, Band 117, 1996, S. 253–272, Arxiv